# Groß Garz
Groß Garz ist ein Ortsteil der Gemeinde Zehrental im Landkreis Stendal in Sachsen-Anhalt.

## Geographie

### Lage
Das altmärkische Groß Garz, ein Straßendorf mit Kirche, liegt elf Kilometer nordwestlich der Hansestadt Seehausen (Altmark), dem Sitz der Verbandsgemeinde Seehausen (Altmark) und 40 Kilometer nordnordwestlich von Stendal, dem Sitz des gleichnamigen Landkreises.
Die Nachbarorte sind Kahlenberge im Norden, Pollitz und Scharpenhufe im Nordosten, Groß Holzhausen im Osten, Gerichsee, Jeggel und Lindenberg im Südosten, Zehren im Süden, Leppin und Harpe im Südwesten, sowie Gollensdorf und Deutsch im Nordwesten.

### Ortsteilgliederung
Zum Ortsteil Groß Garz gehört neben dem Dorf Groß Garz der südlich gelegene Wohnplatz Haverland. Nördlich liegt das frühere Vorwerk Zur Burg und die heutige Wüstung Dreistücken.

## Geschichte

### Mittelalter bis 20. Jahrhundert
Die erste sichere Nennung des Ortes stammt aus dem Jahre 1475 als zu Garcz. Weitere Nennungen sind 1496 zu Gartzk, 1518 de hoff to Gartze mit den dorppern Groten Gartze, 1687 Gartze und 1804 Dorf und Gut Groß Gartz. 1842 ist Groß Garz ein Pfarrdorf und ein landtagsfähiges Rittergut mit den Grundsitzerhöfen Pickenhagen und Dreistücken.

### Herkunft des Ortsnamens
Der Name ist slawischen Ursprungs und bedeutet im Allgemeinen „befestigter Platz“, konkret steht im Slawischen „grad“ bzw. „grod“ für Burg.

### Wasserburg Groß Garz
In der Südwestecke der alten Dorflage im Niederungsgebiet der „Pfingstwiese“ an der Stelle des früheren Rittergutes waren um das ehemalige Gut der Familie Schmidt die Gräben einer abgerundet rechteckigen Wasserburg mit 100 mal 150 Meter Durchmesser erhalten. Dort wurden blau-graue deutsche Scherben aus dem 13. und 14. Jahrhundert gefunden.

### Burg Gartizke
Auf der Gemarkung Groß Garz liegt zwei Kilometer nordwestlich vom Dorf auf einer niedrigen Wiese, 700 Meter südlich des Zehrengrabens, ein Terrain, das noch 1906 „Die Burg“ genannt wurde. Nördlich davon lag das das Vorwerk „Dreistücken“, südlich des Terrains das Vorwerk „Zur Burg“. Der Überlieferung nach hat hier eine Burg Gartizke gelegen. Christoph Entzelt berichtet 1579 unter den sieben Häusern, welche nun verwüstet liegen, sei auch „die alte Gartitzke hinter Gartz“.
Die Anlage ist eine ovale, stark eingeebnete 200 mal 300 Meter große mittelalterliche Wasserburg mit dem Rest eines Burgwalls. Es wurden altslawische Scherben aus dem 9. bis 10. Jahrhundert gefunden.

### Klein Garz
Die Wüstung Klein Garz liegt etwa 1,6 Kilometer südöstlich von Groß Garz und 800 Meter nördlich von Jeggel auf dem westlichen Ufer des Zehrengrabens. Die erste Erwähnung stammt aus dem Jahre 1431 als to Lutken Gartzee. Weitere Nennungen sind 1518 vnd dem wusten dorppe lutken Ghartzer und 1598 Lutken Garz.

### Ersterwähnung 1290
Der Historiker Peter P. Rohrlach weist darauf hin, dass die älteren Belege von 1290 bis 1364, die Wilhelm Zahn Groß Garz zuordnet, dort verkehrt stehen. Sie betreffen sämtlich Klein Gartz bei Salzwedel, dass früher auch Groß Gartz hieß.

### Eingemeindungen
Groß Garz gehörte bis 1807 zum Seehausenschen Kreis, danach bis 1813 zum Kanton Pollitz im Königreich Westphalen, ab 1816 kam es in den Kreis Osterburg, den späteren Landkreis Osterburg in der preußischen Provinz Sachsen.
Am 30. September 1928 wurde der bewohnte Teil vom Gutsbezirk Groß Garz aus dem Landkreis Osterburg mit der Landgemeinde Groß Garz vereinigt. Die unbewohnte Teile wurden mit der Landgemeinde Pollitz bzw. mit der Landgemeinde Haverland vereinigt. Das Gut lag im Südwesten des Ortes. Am 1. April 1939 erfolgte der Zusammenschluss der Gemeinden Groß Garz und Haverland zu einer Gemeinde mit dem Namen Groß Garz.
In die Gemeinde Groß Garz wurden die folgenden Gemeinden eingemeindet:
- Jeggel am 20. Juli 1950
- Deutsch am 1. Januar 1973
- Lindenberg am 1. Februar 1974

1986 hatte die Gemeinde Groß Garz sechs Ortsteile – die Ausbauten Dorfstr. waren zusätzlich als Ortsteil ausgewiesen.
Die Gemeinde war am 25. Juli 1952 aus dem Landkreis Osterburg in den Kreis Seehausen umgegliedert worden. Nach dessen Auflösung am 2. Juli 1965 kam sie zum Kreis Osterburg und schließlich am 1. Juli 1994 zum heutigen Landkreis Stendal.
Bis zum 31. Dezember 2009 war Groß Garz eine selbständige Gemeinde mit den zugehörigen Ortsteilen Deutsch, Haverland, Jeggel und Lindenberg und gehörte der jetzt aufgelösten Verwaltungsgemeinschaft Seehausen (Altmark) an.
Durch einen Gebietsänderungsvertrag haben die Gemeinderäte der Gemeinden Gollensdorf (am 27. Januar 2009) und Groß Garz (am 19. Januar 2009) beschlossen, dass ihre Gemeinden aufgelöst und zu einer neuen Gemeinde mit dem Namen Zehrental vereinigt werden. Dieser Vertrag wurde vom Landkreis als unterer Kommunalaufsichtsbehörde genehmigt und trat am 1. Januar 2010 in Kraft.
Deutsch, Jeggel, Groß Garz und Lindenberg wurden Ortsteile von Zehrental. Haverland ist im Verzeichnis Gemeinden und Gemeindeteile von 2013 nicht mehr aufgeführt.

### Einwohnerentwicklung

#### Landgemeinde und Gemeinde
| Jahr | Einwohner |
| ---- | --------- |
| 1734 | 170       |
| 1775 | 205       |
| 1789 | 174       |
| 1798 | 184       |
| 1801 | 208       |
| 1818 | 193       |
| 1840 | 280       |
| 1798 | 184       |

| Jahr | Einwohner |
| ---- | --------- |
| 1864 | 396       |
| 1871 | 374       |
| 1885 | 354       |
| 1892 | [00]370   |
| 1895 | 342       |
| 1900 | [00]357   |
| 1905 | 328       |
| 1910 | [00]375   |

| Jahr | Einwohner |
| ---- | --------- |
| 1925 | 441       |
| 1939 | 514       |
| 1946 | 816       |
| 1964 | 744       |
| 1871 | 769       |
| 1981 | 973       |
| 1993 | 930       |
| 2006 | 772       |

| Jahr | Einwohner |
| ---- | --------- |
| 2008 | [00]732   |
| 2014 | [00]384   |
| 2020 | [00]349   |
| 2021 | [00]354   |
| 2022 | [0]347    |
| 2023 | [0]333    |

Quelle, wenn nicht angegeben, bis 2006:

#### Gut und Gutsbezirk
| Jahr | Einwohner |
| ---- | --------- |
| 1798 | 24        |
| 1864 | 46        |
| 1871 | 37        |
| 1885 | 49        |
| 1895 | 41        |
| 1905 | 44        |

Quelle:

## Religion
Die evangelische Kirchengemeinde Groß Garz gehörte früher zur Pfarrei Groß Garz bei Krüden in der Altmark. Die Kirchengemeinde gehört seit 2002 zum Kirchspiel Groß Garz und Umgebung und wird betreut vom Pfarrbereich Beuster im Kirchenkreis Stendal im Bischofssprengel Magdeburg der Evangelischen Kirche in Mitteldeutschland.
Die ältesten überlieferten Kirchenbücher für Groß Garz stammen aus dem Jahre 1805. Die älteren Kirchenbücher sind 1894 verbrannt. Das Pfarrhaus brannte 1718, 1833 und 1894 ab.

## Politik
Der letzte Bürgermeister der Gemeinde Groß Garz war Karl-Jürgen Bach.

## Kultur und Sehenswürdigkeiten

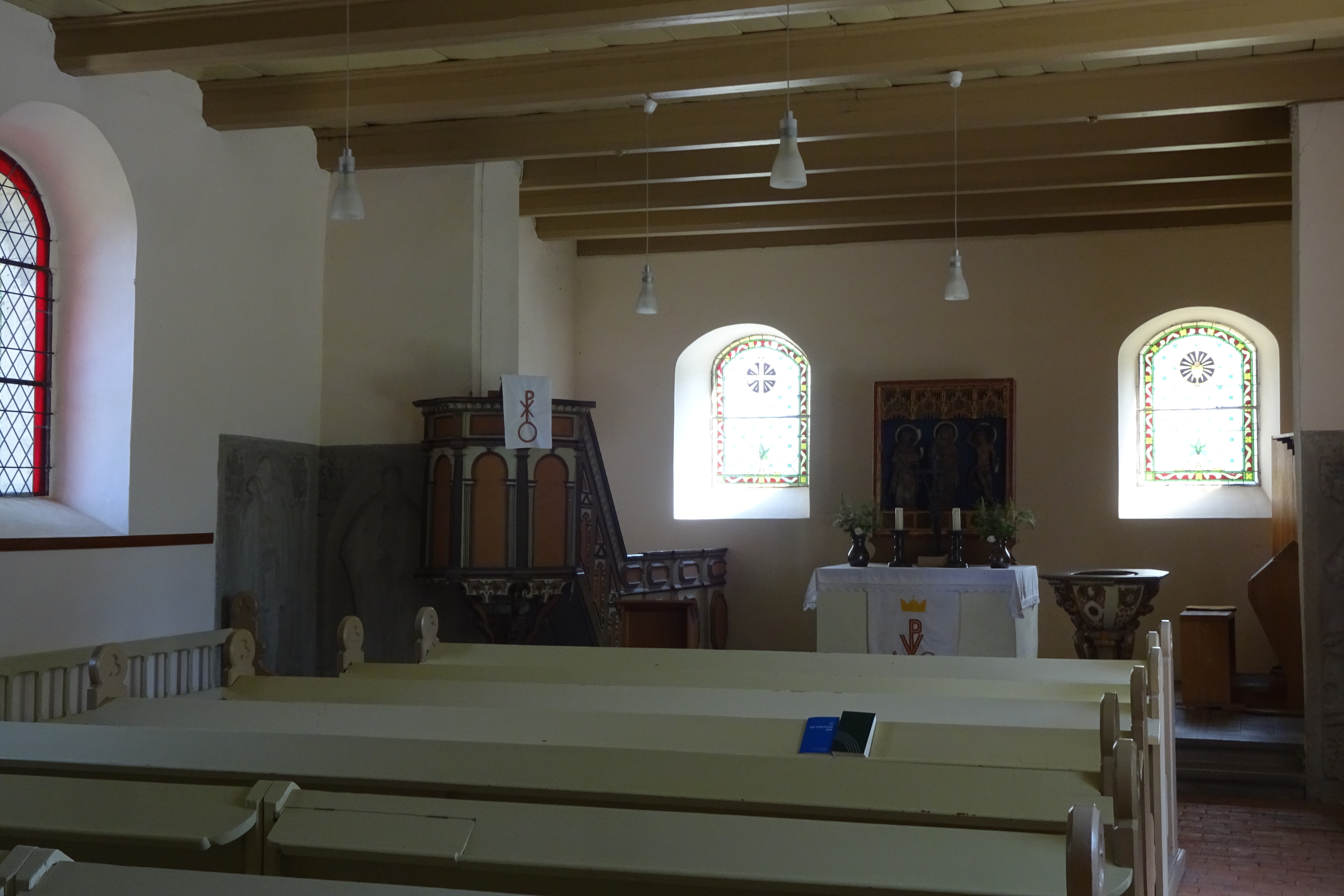
Dorfkirche Groß Garz

- Die evangelische Dorfkirche Groß Garz ist ein im Kern mittelalterlicher Feldsteinbau, entstanden gegen Anfang des 13. Jahrhunderts.[35] Sie soll früher eine Missionskirche gewesen sein, also eine der ältesten christlichen Kultstätten der Altmark gewesen sein.[36]
- Jodocus Temme berichtet in der Sage Die beiden Frauen zu Aulosen über einen Herrn von Jagow zu Aulosen, der an einem Türkenkrieg teilnahm. In der Kirche von Groß Garz gab es „zwei Leichensteine, auf welchem zwei weibliche Figuren ausgehauen waren, welches die beiden Frauen dieses Ritters sein sollen“.[37]
- Das Dorf ist für seine Schachspieler bekannt.[38]

### Vereine
Im Vereinsregister des Amtsgerichts Stendal sind verzeichnet:
- Kleingartenverein Groß Garz e. V.
- Sportverein Groß Garz e. V.

## Wirtschaft und Infrastruktur
Im Groß Garz gibt es eine Kindertagesstätte und eine Grundschule.
Im Handelsregister sind drei Betriebe verzeichnet:
- Mutterkuhhaltung GmbH Groß Garz
- Wische-Bau GmbH Groß Garz
- Agrargesellschaft Groß Garz mbH

### Verkehrsanbindung
Durch den Ort führt die Verbindungsstraße von der Bundesstraße 190 nahe Seehausen (Altmark) nach Schnackenburg in Niedersachsen. Der Bahnhof Groß Garz liegt an der Bahnstrecke Salzwedel–Geestgottberg, die seit 2004 nicht mehr planmäßig befahren wird.

## Persönlichkeiten
- Max Bielefeldt (1854–1927), brach mit der Westfälisch-Anhaltischen Sprengstoff-Actien-Gesellschaft (WASAG) das Dynamit-Monopol
- Alwin Bielefeldt (1857–1942), Jurist, Ministerialbeamter im Reichsversicherungsamt und Pionier des Kleingartenwesens